# Birhanu Bekele
Birhanu Bekele (* 20. April 1981) ist ein äthiopischer Marathonläufer.
2009 wurde er Fünfter beim Peking-Marathon. Im Jahr darauf wurde er Sechster beim Xiamen-Marathon, kam beim Paris-Marathon auf den 13. Platz und trug als Achter bei den Halbmarathon-Weltmeisterschaften in Nanning zum Bronzemedaillengewinn des äthiopischen Teams bei.
2011 wurde er Sechster bei Dubai-Marathon und siegte beim Florenz-Marathon.

## Persönliche Bestzeiten
- Halbmarathon: 1:01:28 h, 16. Oktober 2010, Nanning
- Marathon: 2:09:41 h, 18. Oktober 2009, Peking